# Колвілл Янг
Колвілл Янг (20 листопада 1932 , Беліз ) — генерал-губернатор Белізу (1993—2021), змінив на посаді Ельмайру Мініту Гордон.
Один із засновників Об'єднаної демократичної партії, університету Белізу, композитор, автор оповідань, п'єс, книг про белізську літературу. Також патрон Організації скаутів Белізу.

## Освіта
Сер Колвілл Янг навчався у Белізькому університеті Святого Майкла (нині англіканський коледж (АКК)), отримав ступінь бакалавра англійської мови в Університеті Вест-Індії, у Моні, Ямайка, а також здобув ступінь доктора з лінгвістики у Йоркському університеті, Велика Британія.

## Політична кар'єра
Сер Колвілл був одним з членів-засновників ліберальної партії, політична партія, яка врешті-решт стала частиною Об'єднаної громадянської партії (ОГП). Нова партія була зацікавлена в розвитку Белізу, науки і освіти, а після повернення Колвілл з Великої Британії він почав працювати в цій галузі. Наприкінці 1980-х Колвілл обійняв посаду президента Університетського коледжу Белізу, одного з п'яти інститутів Белізу, і був одним із старших викладачів. Крім того, він займався музикою, і складав музичні твори. Опублікував декілька книг, в тому числі «Література і освіту в Белізі», «Притчі креольського Белізу», і «Карибський кут», тощо. З них дві містили вірші на англійською та креольською мовами. З цих книг «Креольська Притча» найвідоміша. В 1993 році, перш ніж стати генерал-губернатором, опублікував книгу оповідань під назвою «Патакі», отримавши схвалення від місцевого співтовариства у письмовій формі. Його розповіді були опубліковані в Белізі у серії «Історії Белізу».

## Сімейне життя
Сер Колвілл Янг має двох сестер (Мирна і Жанна) і молодшого брата (Воллі). Він також має 3 синів і дочку. Старший син — Колвілл молодший, теж талановитий учитель музики і успішний підприємець. Його внучка Наталі здобула музичну освіту і закінчила Університет Північної Флориди і Університет Флориди. Молодший брат Наталі, Алобі, на середину 2010-х вивчає музику на Тайвані. Другий син Колвілл Лінн Янг інженер і генеральний директор Белізької компанії Belize Electricity Limited, у нього четверо дітей, Даррел Янг, Бернард Янг, Адріан Янг і Аналез Янг. Третій син Карлтон Янг також інженер і власник Young's Engineering Consultancy, в той час як єдина дочка Морін Янг бухгалтер і живе у Флориді.